# Evangelion: 3.0+1.0 Thrice Upon a Time
Evangelion: 3.0+1.0 Thrice Upon a Time (japonês: シン・エヴァンゲリオン劇場版:𝄂, Hepburn: Shin Evangerion Gekijōban:𝄂) é um filme japonês de anime, dirigido por Hideaki Anno. É o quarto e último filme da série Rebuild of Evangelion, baseado no anime Neon Genesis Evangelion.
No começo de 2020, o filme finalmente ganhou data de estreia no Japão, que seria no dia 27 de Junho, mas foi adiado devido a preocupações com a pandemia do COVID-19. O filme foi lançado no dia 8 de Março de 2021 no Japão.

## Enredo
Em Paris, uma equipe da WILLE, liderada por Maya Ibuki, desce da nave Wunder e pousa no topo de um pilar negro. Enquanto trabalham em um sistema projetado para restaurar a cidade ao seu estado anterior, eles são atacados por forças da NERV que consistem em EVAs modificados. Eles são defendidos pela frota da Wunder e por Mari na Unidade-08. À custa das pernas da Unidade-08, Mari é capaz de derrotar as forças de ataque. A equipe é capaz de ativar o dispositivo com sucesso e recuperar um depósito de peças na base da Euro NERV. Enquanto isso, Asuka, Rei e Shinji, ainda desanimados, caminham pelas ruínas de Tóquio-3.
Eles finalmente chegam a um assentamento composto de sobreviventes e encontram Toji Suzuhara, Hikari Horaki e Kensuke Aida, agora adultos. Toji é um médico e teve um filho com Hikari, enquanto Kensuke é um técnico e são todos amigáveis com Shinji. Asuka expressa frustração com a falta de reação de Shinji ao corpo dela e o alimenta à força. Enquanto Shinji se recupera lentamente da morte de Kaworu, Rei explora a vila e se estabelece, indo para a escola e ajudando nas plantações. Shinji conhece Ryoji Kaji, filho de Misato Katsuragi e do falecido Ryoji Kaji. O corpo de Rei requer uma fonte constante de LCL e não consegue se manter, desfazendo-se na frente de Shinji.
A Wunder chega para buscar Asuka, e Shinji decide ir com ela, apesar dos protestos. Sakura Suzuhara tenta impedi-lo de embarcar atirando nele. Shinji é colocado em isolamento. Asuka reclama sobre a imaturidade de Shinji para com Mari, enquanto a tripulação da Wunder discute sua situação e como frustrar os planos da NERV. Enquanto isso, Kozo Fuyutsuki, angustiado com o tratamento de Shinji por Gendo ao forçá-lo a sofrer a mesma perda que ele, o ajuda a reiniciar a Unidade-13. Em resposta, a Wunder segue para a Antártica. Asuka e Mari vão até o Shinji já detido. Mari primeiramente flerta com Shinji para depois se apresentar a ele, dado ao Rebuild 2 quando ela cai em cima dele de paraquedas. Asuka pergunta a Shinji porque ela o socou, Shinji responde que não foi capaz de matá-la ou salvá-la da unidade 3 quando foi possuída pelo anjo. Ela depois confessou ter sentimentos por Shinji, mas como desculpa diz ter crescido, mas o inveja pelo fato de ter amadurecido "um pouco".
Após a chegada, a Wunder é atacada por três naves da NERV e um enxame de unidades EVA. Asuka e Mari surgem em seus EVAs reparados e defendem a Wunder. A Unidade-13 aparece e forma um campo AT. Asuka remove seu tapa-olho, revelando o Nono Anjo dentro dele, convertendo a Unidade-02 em um novo ser. A Unidade-13 domina e destrói a Unidade-02. Momentos antes de morrer, Asuka é abordada por seu eu "original", revelando-a como um clone da série Shikinami. Enquanto isso, a Wunder é atacada por um novo EVA, a Unidade-07.
Na nave da NERV que está segurando a Wunder, Misato e Ritsuko Akagi confrontam Gendo, e Ritsuko atira nele sem efeito, pois Gendo usou a Chave de Nabucodonosor para transcender a humanidade, tornando-se o Anjo Final. Gendo revela o propósito do Projeto de Instrumentalidade Humana e entra na Unidade-13. Shinji agora está determinado a parar seu pai e pede a Misato para deixá-lo pilotar a Unidade-01. Sakura e Midori tentam matar Shinji, mas Misato é quem leva o tiro. Misato pede desculpas a Shinji, dizendo que ela estava errada em culpá-lo e que assumirá a responsabilidade por suas ações, pedindo que ele cuide de seu filho. Mari pega a Unidade-08 e a funde com as Unidades-09 a 12. Dentro da Unidade-01, o clone original de Ayanami aparece diante de Shinji, se desculpando por não ser capaz de poupá-lo de ter que entrar em um EVA, mas Shinji agradece, dizendo que ele cuidará do resto.
Gendo e Shinji lutam em um "espaço negativo" surreal, e Gendo mostra a Shinji um "Evangelion imaginário", uma " Lilith Negra ". Misato se prepara para atacar uma Rei gigante nu usando a Wunder, enquanto Mari luta contra os EVAs da NERV. A Wunder é destruída na tentativa de prevenir o "Impacto Adicional" de Gendo. Shinji encontra Gendo e tem uma visão de suas experiências passadas, e como a perda de Yui o traumatizou. Shinji conversa e conforta Gendo; Tem uma visão de Asuka, para quem confessa seus sentimentos; Vê Kaworu, que está falando com Kaji; e finalmente Rei. Shinji decide reiniciar completamente o mundo, um "Neon Genesis", um mundo sem Evangelions. Shinji retorna todos os Evangelions e as Falhas do Infinito às suas formas originais, restaurando o mundo. 
Nas últimas cenas, as Crianças estão todas presentes como adultos em uma estação de trem. Mari depois se reencontra com Shinji flertando com ele de novo. Ela depois remove a coleira que estava no pescoço de Shinji e juntos vão a estação de trem mostrando o estúdio onde foi gravado o anime como cenas reais terminando o filme.

## Elenco
- Megumi Ogata como Shinji Ikari
- Megumi Hayashibara como Rei Ayanami
- Kotono Mitsuishi como Misato Katsuragi
- Yuriko Yamaguchi como Ritsuko Akagi
- Motomu Kiyokawa como Kozo Fuyutsuki
- Takehito Koyasu como Shigeru Aoba
- Kōichi Yamadera como Ryoji Kaji
- Mugihito como Keel Lorenz
- Mariya Ise como Midori Kitakami
- Miyuki Sawashiro como Sakura Suzuhara
- Anri Katsu como Hideki Tama

## Produção
O filme foi anunciado no final de Evangelion: 3.0 You Can (Not) Redo para lançamento em 2008 como a parte final da série Rebuild sob o título provisório de Evangelion: Final. Após atrasos nos três primeiros filmes, esperava-se que o filme fosse lançado em 2015.  Após a produção problemática do terceiro filme, o diretor e produtor Hideaki Anno ficou deprimido e declarou publicamente em 2015 que não poderia trabalhar em outro filme. No entanto, a Toho (que co-distribui o filme no Japão com a Toei) o abordou com uma oferta para dirigir Shin Godzilla, que Anno citou como o motivo do atraso de 3.0 + 1.0.
A produção de Evangelion foi retomada após a produção de Shin Godzilla terminar no final de 2016. Após um pedido formal de desculpas, o diretor de animação Takeshi Honda afirmou que o último filme havia retomado o desenvolvimento. O estúdio Khara tweetou em 5 de abril de 2017 que o desenvolvimento estava indo bem. Em maio de 2018, o estúdio lançou um anúncio de emprego para o pessoal de animação para trabalhos em 3DCG, VFX e animação 2D a partir de 30 de junho de 2018. O anúncio para gravação de diálogo saiu em 19 de novembro de 2020. Em Em 16 de dezembro de 2020, o estúdio anunciou que o trabalho de composição e edição havia terminado.

## Música
Em 9 de dezembro de 2020, foi anunciado que a música tema seria " One Last Kiss ". A canção, tocada por Hikaru Utada e produzida por AG Cook, foi planejada para ser lançada para download digital em 24 de janeiro de 2021, e como CD e LP de reprodução estendida com versões remasterizadas das canções-tema anteriores de Rebuild of Evangelion em 27 de janeiro. No entanto, foi mais tarde anunciado que essas datas de lançamento seriam adiadas "até novo aviso" devido ao atraso do próprio filme.

Um álbum de trilha sonora, intitulado Shiro Sagisu Music from "Shin Evangelion", foi agendado para ser lançado em 10 de fevereiro de 2021, mas também foi adiado devido ao atraso do filme.